# 科羅拉多礦業學院

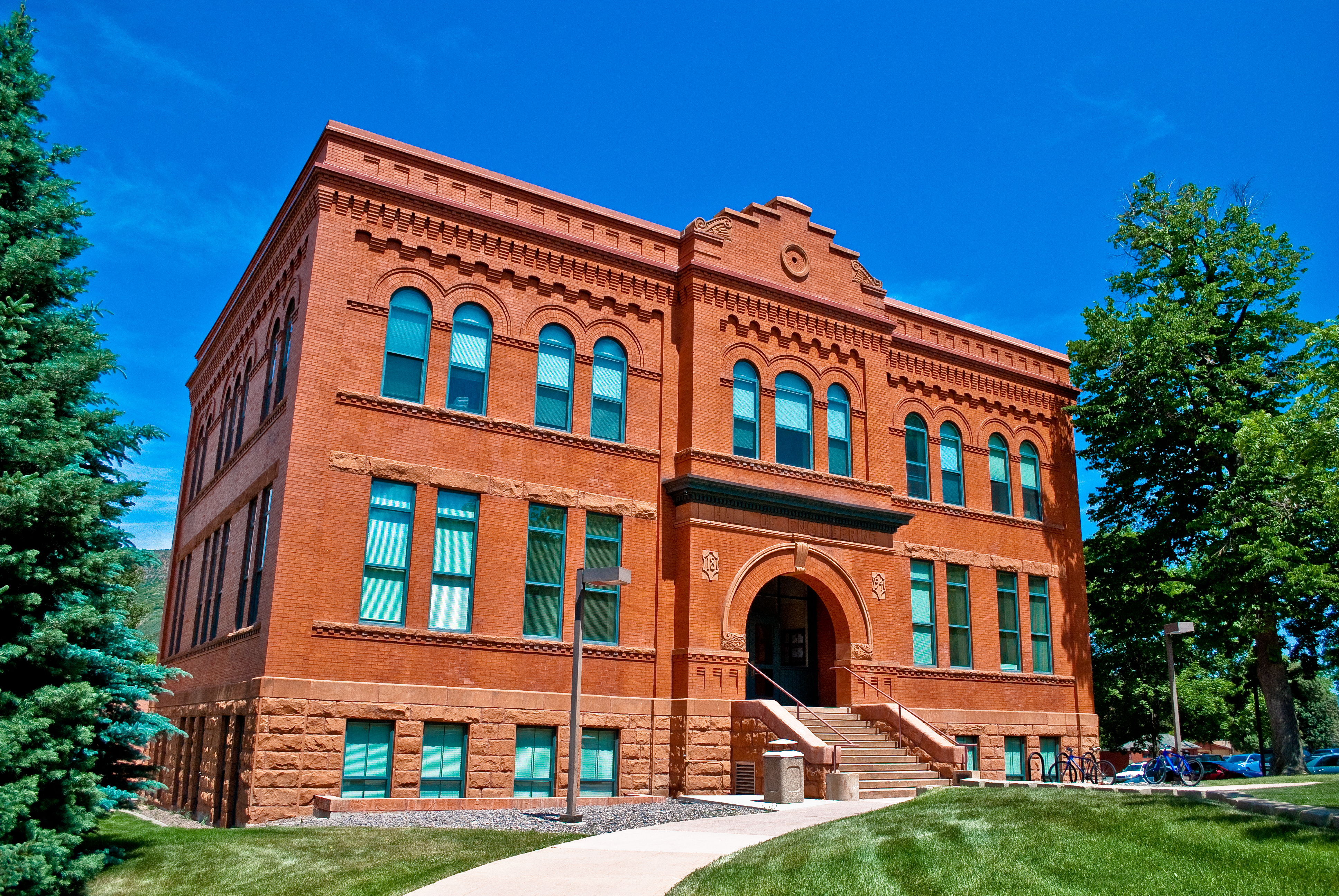
大學的“Engineering Hall”始建於1894年

科羅拉多礦業學院（英語：Colorado School of Mines，簡稱：Mines 和 CSM）是位於美國科羅拉多州戈爾登的一所小型公立研究型大學。

## 历史
創立於1874年，當初的目的只是為了給州內的居民提供教育。 該大學現主要提供工程和應用科學相關教育， 該學院在2018年《美國新聞與世界報道》的全國大學排名中列在第75位。

## 排名
科羅拉多礦業學院於2018年秋季學期啟動了世界上第一個太空資源研究生項目，提供碩士和博士學位。

1921年，科羅拉多礦業學院購買了位於科羅拉多州愛達荷斯普林斯附近的埃德加礦場。實驗礦井設有教室、火車和隧道網路。

## 外部連結
- 官方网站
- CSM Athletics website

39°45′4″N 105°13′21″W / 39.75111°N 105.22250°W